# نیکوس سپیروپالس
نیکوس سپیروپالس (یونانی: Νίκος Σπυρόπουλος؛ زادهٔ ۱۰ اکتبر ۱۹۸۳) یک بازیکن فوتبال اهل یونان است.
وی همچنین در تیم ملی فوتبال یونان بازی کرده‌است.